# Thokmé Zangpo
Thokmé Zangpo (tibétain : ཐོགས་མེད་བཟང་པོ་, Wylie thogs med bzang po) ou Gyalsé Ngulchou Tokmé (tibétain : རྒྱལ་སྲས་དངུལ་ཆུ་ཐོགས་མེད་, Wylie rgyal sras dngul chu thogs med) (1295-1369) est un maître du bouddhisme tibétain.

## Biographie
Thokmé Zangpo est né à Puljung en 1295, au Tibet dans la région de l'U-Tsang, au sud-est du monastère de Sakya et porte initialement le nom de Keunchok Zangpo. Alors qu'il a 3 ans, sa mère est morte, sa grand-mère prend alors soin de lui, mais elle meurt dans l'année. Son oncle s'occupe de lui, et lui apporte une éducation. À l'âge de 14 ans, il devient moine et à 29 ans, il reçoit l'ordination majeure. Il a reçu les enseignements de nombreux érudits sakyapa allant du madhyamaka au chittamtra et les différents vœux de bodhichitta.
Il reçut nombre d'initiations et d'instructions clés, dont celles relatives au Dzogchèn qu'il pratiqua. Il étudia les enseignements de toutes les lignées et écoles du bouddhisme tibétain, dont ceux de Nyima Gyaltsèn, un grand érudit.
À l'âge de 15 ans, il est appelé Thokmé (signifiant ce qu'aucun obstacle ne peut bloquer, traduction tibétaine d'Asanga).
À l'âge de 30 ans, il vient en aide à un mendiant infesté de punaises dont l'apparence repousse, lui apportant secrètement de la nourriture. Il lui offre le refuge de sa chambre, le nourrit et lui donne ses propres vêtements de laine contre ses haillons infestés de punaises pour éviter qu'elles ne meurent sans pouvoir se nourrir. De ce fait, il finit par tomber malade et ne peut plus enseigner, provoquant les protestations de ses disciples. Il leur répond qu'il préfère utiliser son corps et sa vie pour aider les autres, ce qui donne un but à sa vie, se sentant utile, n'entendant pas renoncer. Il continue de porter les haillons pendant 17 jours et prend soin des punaises jusqu'à leur départ.
Peu avant sa mort, il déclare à ses disciples qu'il serait heureux de renaître dans le monde des enfers si cela devait être utile.
Parmi ses disciples, on trouve Khenchen Changtse, alias Lochen Changchup Tsemo (1303-1380), Butön Rinchen Drup et Panglo Chènpo.

## Ouvrage
- Trente-sept stances sur la pratique des Bodhisattvas